# Zamar
Zamar (arab. ذمار, Dhamar) – miasto w zachodnim Jemenie, ośrodek administracyjny prowincji Zamar. Według spisu ludności w 2004 roku liczyło 146 346 mieszkańców. Ośrodek handlowy, uprawy zbóż oraz hodowli koni.